# Imák és mantrák
Az Imák és mantrák Földes László bluesénekes hetedik nagylemeze, amely 1996-ban jelent meg. A lemezen Mózsi Ferenc János versei hallhatóak Tóth János Rudolf zenéjével, Földes által közvetítve, Abhay Narayan emlékére.

## Számlista
Az összes szám szerzője Mózsi Ferenc. 
| 1.    | Ne paráználkodj                        | 5:10 |
| 2.    | Ne kívánd felebarátod házát, feleségét | 2:57 |
| 3.    | Nem kaphatok jobb tanácsot             | 3:55 |
| 4.    | Tanúsítom                              | 1:31 |
| 5.    | Ne csinálj magadnak istenszobrot       | 3:27 |
| 6.    | Szellemi szellőztetés                  | 5:18 |
| 7.    | Most imádjunk, vagy ne?                | 3:05 |
| 8.    | Nem csak gondolatban tisztelgünk       | 7:49 |
| 9.    | Ne legyen idegen istened rajtam kívül  | 2:59 |
| 10.   | Ha a világon mindenki Bartók volna     | 2:51 |
| 11.   | Ne ölj!                                | 4:51 |
| 12.   | Isten meditál                          | 2:10 |
| 44:03 |                                        |      |

## Közreműködők
- Földes László – ének, vers, producer
- Tóth János Rudolf – gitár, ének
- Ferenczi György – szájharmonika
- Vasvári Béla – basszusgitár
- Marosi Zoltán – billentyűs hangszerek
- Solti János – dob, ütőhangszerek
- Tóth János Rudolf – zenei rendező
- Nyíri Sándor, Tom-Tom stúdió – hangmérnök
- Díner Tamás – fotó